# Sticky & Sweet Tour (album)
Sticky & Sweet Tour je treći live album američke pjevačice Madonne koji je izdan 26. ožujka 2010. pod Warner Bros. Recordsom. Album je izdan u formatma DVD, Blu-ray i CD izdanje. Sadrži snimku koncerta s River Plate Stadiuma iz Buenos Airesa za vrijeme Sticky & Sweet Tour. Koncerti su održani u prosincu 2008. DVD sadrži snimku cijelog koncerta, a trinaest odabranih pjesama se nalazi na CD-u, zajedno sa slikama koje je uslikao Guy Oseary. Prije nego što je album dospio u prodaju, koncert se u cijelosti emitirao na VH1 televiziji.
Madonna je komentirala kako nije sudjelovala u nastanku ovog DVD-a zbog snimanja svog filma W.E. Album je primio raznolike komentare kritičara. Dok su jedni zamjerali nedostatak uzbuđenja, drugi su hvalili izvedbe i naglašavajući kako je izvedba "Into the Groove" bila najuspješnija i najbolja. Ovo je bio devetnaesti Madonnin album u Top 10 na američkoj Billboard 200, dok je na prvo mjesto dospio u Grčkoj, Mađarskoj i Portugalu. U Top 10 je ušao u Australiji, Belgiji, Kanadi, Francuskoj, Japanu, Švedskoj i Švicarskoj. Izvan prvih deset je dospio u Ujedinjenom Kraljevstvu.

## Pozadina
Snimka koncerta sa skraćenim uvodom i bez pjesme koju je birala publika, se emitirala na britanskoj televizijskoj postaji Sky1 u srpnju 2009. Madonnina službena stranica je potvrdila 12. siječnja 2010. ovo izdanje. Sadržavat će 30 minuta snimaka iza pozornice i sam koncert u cijelosti. Snimka uključuje i izvedbu "Don't Cry for Me Argentina" koju je Madonna izvela samo na River Plate stadionu. Slika na omotu izdanja je iz knjige Sticky & Sweet koju je snimio Guy Oseray. Fotografija je uslikana za vrijeme interludija "Die Another Day", s time da su napravljene male izmjene. Sa slike su izabačeni boksači u ringu koji su glumili borbu ispred velikog ekrana. Koncert je emitiran na VH1 televiziji 2. travnja 2010., četiri dana prije službenog objavljivanja izdanja u Sjedinjenim Državama. Spin je u suradnji s Madonnom napravio promotivnu kampanju u kojoj je dijelio potpisane DVD albuma, Sticky & Sweet majice, knjigu, službeni program turneje i jednogodišnju besplatnu pretplatu na njihovu internetsku stranicu. U razgovoru za časopis Interview u travnju 2010., Madonna je rekla kako nije mogla raditi na izdanju DVD-a zbog snimanja filma W.E. Rekla je:
"Nisam bila usredotočena na glazbeni dio moje karijere koliko bi trebala, zbog filma koji je preuzeo svaki dio mene. Tu su još i moje četvero djece, tako da nemam vremena i energije za nešto drugo. Cijenim trud koji su uložili mnogi ljudi kako bi napravili DVD Sticky & Sweet Tou koji je trenutno izdan, i vidjela sam završni dio, ali ne znam kako će ljudi saznati za izdanje ili kako će se prodati."

## Recenzije
Mikael Wood iz Entertainment Weekly piše: "Ovaj CD-DVD ne može zamijeniti prisustvo na koncertu ali, Sticky & Sweet sniman u Buenos Airesu 2008., hvata žice za vrijeme electro-garage Hung Up. Dokumentarac stvarno ide iza scene."
Andy Gill iz The Independent nije bio impresioniran albumom, te mu je dodijelio dvije od pet zvjezdica. Komentirao je: "Ovo je zabava kao reli, spektakl koji pretpostavlja da uz dovoljno plesača, rekvizita i videa ne može ostati nezabavan. [...] Ali za mnoštvo oko pozornice, ovo nije bilo mamljivo, te je bilo beživotno bez obzira na različite aktivnosti na pozornici." Otvoreni radio je Madonni podjelio izvrsne komentare. Između ostalog kažu: "Kao reprezentativan nastup odabrani su koncerti u Buenos Airesu - glavnom gradu Madonnine najdraže države gdje se pedesetogodišnja umjetnica u dvosatnom spektaklu pokazala kao dominantna figura na glazbenoj šahovskoj ploči predstavivši potpuno iskustvo glazbom, koreografijom i pratećim vizualnim elementima. Svoj je status predvoditeljice pop-glazbe opravdala spajanjem koreografije i vokala, ne oslanjajući se na matricu, za razliku od njenih bljedunjavih pseudo-nasljednica čije se plesne dionice u usporedbi s ovima doimaju kao osnovnoškolske vježbe za zagrijavanje."
Ben Kaplan s Canada.com kaže: "Sticky & Sweet je dokument žene u pedesetima koji počinje kopkati po glavama ljudi više nego što su mislili. Madonna ne priča britanskim naglaskom na ovom izdanju. Ali i da nije tako, ne bi bilo važno: Većina se stvari koja izazivaju podsmjeh gubi u glasanju gomile." Izvedbu Into the Groove" uzima kao najbolju na koncertu. Tony Clayton iz The Irish Timesa je komentirao: "Madonna je iskusila dosta toga da bi znala što je dobro a što nije. To je ono što Sticky & Sweet čini zanimljivim: vrhunski snimljen film u četiri čina koji pokazuje mješavinu mišića i glazbe, dubine i spretnosti." SoundGuardian je dodijelio pozitivne komentare izdanju. Dok za CD misli da je nepotreban i nema logian izbor pjesama, za DVD misli da je puno superiorniji i da prikazuje ono što je Madonna. Između ostalog kaže i: "Madonna uistinu zna svoj posao. Iako bi se mogla prigovoriti mehaniziranost i manjak spontanosti, ovakav show se ne vidi svaki dan. Ne može se reći da je toliko pjevački interesantan (ali od Madonne glas više ni ne očekujemo) koliko je to napad pop kulture na sva osjetila. Svaka sekunda ovih nastupa pršti detaljima na temelju kojih se može zaključiti da ih vodi osoba iznimne inteligencije, znanja i suosjećanja." [...] "zato su stare pjesme izvrsno presvučene u nova ruha. U prvom redu se to odnosi na modernizirani "Human Nature", ciganski "La Isla Bonita" te techno "Like A Prayer". Dokaz je to da godine možda nagrizaju Madonnino tijelo, ali ne i kreativnost."

## Komercijalni uspjeh
U Sjedinjenim Državama je album izdan 4. travnja 2010. i ušao na broj 10 Billboard 200 ljestvice, s prodanih 28.000 primjeraka prema Nielsen Soundscan. Sticky & Sweet Tour je postao Madonnin devetnaesti Top 10 album na američkoj listi, čime se izjednačila s Bob Dylanom na šestom mjestu umjetnika s najviše Top 10 albuma. Ispred se nalaze The Rolling Stones (s 36 albuma), Frank Sinatra (33 albuma), The Beatles i Barbra Streisand (30 albuma) i Elvis Presley (27 albuma). Samo su CD/DVD izdanje te digitalni audio oblik mogli ući na Billboard 200 ljestvicu, dok je Blu-ray izdanje debitirao na prvom mjestu Billboard Top Music Video ljestvice s prodanih 5.000 primjeraka. To je bio Madonnin deveti brpj jedan na ovoj ljestvici. Tako je najuspješniji solo umjetnik na toj listi, dok jedino više od nje s 15 broj 1 albuma imaju pjevači Bill i Gloria Gaither. U Kanadi je album debitirao na trećem mjestu Canadian Albums Chart s prodanih 6.000 primjeraka.
U Australiji je album dospio na treće mjesto ARIA DVD Charts, dok je u Novom Zelandu na ljestvicu ušao na 20. mjestu. U Ujedinjenom Kraljevstvu je Sticky & Sweet Tour debitirao izvan Top 10, tj. na 17. mjestu s prodanih 17.000 primjeraka. U Top 10 je album ušao u Austriji, Belgiji, Českoj, Finskoj, Francuskoj, Irskoj, Italiji, Japanu, Meksiku, Poljskoj, Švedskoj i Švicarskoj, dok je na 1. mjesto dospio u Grčkoj, Mađarskoj i Portugalu. Na europskkoj listi European Top 100 Albums je debitirao na 2. mjestu.

## Popis skladbi na CD-u
| 1.  | »Candy Shop« (Medley)          | P. Williams, Madonna                                                                    | 3:45 |
| 2.  | »Beat Goes On« (Medley)        | P. Williams, Madonna, K. West                                                           | 4:24 |
| 3.  | »Human Nature«                 | Madonna, D. Hall, S. McKenzie, K. McKenzie, M. Deering                                  | 3:52 |
| 4.  | »Vogue« (2008)                 | Madonna, S Pettibone, J. Timberlake, T. Moseley, N. Hills                               | 4:31 |
| 5.  | »She's Not Me«                 | P. Williams, Madonna                                                                    | 4:38 |
| 6.  | »Music« (2008)                 | Madonna, M. Ahmadzaï                                                                    | 5:10 |
| 7.  | »Devil Wouldn't Recognize You« | Madonna, J. Timberlake, T. Moseley, N. Hills, J. Henry                                  | 5:42 |
| 8.  | »Spanish Lesson«               | P. Williams, Madonna                                                                    | 3:52 |
| 9.  | »La Isla Bonita« (Medley)      | Madonna, P. Leonard, B. Gaitsch, E. Hutz, T. Gobena, O. Kaplan, Y. Lemshev, S. Ryabtzev | 5:34 |
| 10. | »You Must Love Me«             | T. Rice, A. Lloyd Webber                                                                | 3:45 |
| 11. | »Get Stupid« (Medley)          | P. Williams, Madonna, K. West, J. Timberlake, T. Moseley, N. Hills, H. Lane             | 3:04 |
| 12. | »Like a Prayer« (2008)         | Madonna, P. Leonard                                                                     | 5:31 |
| 13. | »Give It 2 Me«                 | P. Williams, Madonna                                                                    | 8:20 |

## DVD / Blu-ray
1. "The Sweet Machine" (uvod)
2. "Candy Shop"
3. "Beat Goes On"
4. "Human Nature"
5. "Vogue"
6. "Die Another Day" (interludij)
7. "Into the Groove"
8. "Heartbeat"
9. "Borderline"
10. "She's Not Me"
11. "Music"
12. "Rain" (interludij)
13. "Devil Wouldn't Recognize You"
14. "Spanish Lesson"
15. "Miles Away"
16. "La Isla Bonita"
17. "Doli Doli"
18. "You Must Love Me"
19. "Don't Cry for Me Argentina"
20. "Get Stupid" (interludij)
21. "4 Minutes"
22. "Like a Prayer"
23. "Ray of Light"
24. "Like a Virgin" (na zahtjev publike)
25. "Hung Up"
26. "Give It 2 Me"

## Izdanja
- CD/DVD - snimka koncerta na DVD-u i 13 izabranih pjesama na CD-u
- Blu-ray/CD - dostupno samo u Europi; snimka koncerta na Blu-ray-u i 13 izabranih pjesama na CD-u
- Blu-ray - snimka koncerta
- iTunes digitalna verzija 1 - sadrži 13 pjesama uključenih na CD, te 4 dodatne: "Hearbeat", "Borderline", "4 Minutes" i "Ray of Light"[14]
- iTunes digitalna verzija 2 - sadrži 13 pjesama uključenih na CD, te 3 dodatne: "Borderline", "4 Minutes" i "Ray of Light"[15]
- Amazon digitalna verzija - sadrži 13 pjesama uključenih na CD, te 4 dodatne: "Borderline", "Miles Away", "4 Minutes" i "Ray of Light"[16]

## Zasluge i uradci
- Redatelj – Nathan Rissman i Nick Wickham
- Broadcast redatelj – Jamie King
- Filmska kompanija – Semtex Films
- Producent – Sara Martin
- Producenti – Madonna, Guy Oseary i Nicola Doning
- Snimatelj – Darius Khonji
- Filmska montaža – Jamie King, Nathan Rissman
- Kostimograf – Jean-Paul Gaultier i Arianne Phillips

## Na ljestvicama
| Država                 | Pozicija |
| ---------------------- | -------- |
| Australija DVD         | 3        |
| Austrija DVD           | 3        |
| Belgija (Flandrija)    | 4        |
| Belgija (Valonija)     | 4        |
| Češka                  | 2        |
| Danska                 | 27       |
| Europa                 | 2        |
| Finska                 | 7        |
| Francuska              | 6        |
| Irska DVD              | 2        |
| Italija                | 2        |
| Japan                  | 10       |
| Kanada                 | 3        |
| Mađarska DVD           | 1        |
| Meksiko                | 1        |
| Nizozemska             | 4        |
| Norveška DVD           | 1        |
| Novi Zeland            | 20       |
| Njemačka               | 11       |
| Poljska                | 5        |
| Portugal               | 1        |
| Španjolska             | 3        |
| Švedska                | 5        |
| Švicarska              | 5        |
| Ujedinjeno Kraljevstvo | 17       |
| US Billboard 200       | 10       |

| Država     | Certifikacija |
| ---------- | ------------- |
| Australija | Zlatna        |
| Francuska  | Zlatna        |
| Grčka      | Zlatna        |
| Italija    | Zlatna        |
| Meksiko    | Zlatna        |
| Njemačka   | Zlatna        |
| Poljska    | Zlatna        |
| Rusija     | Zlatna        |

## Album u Hrvatskoj

### Kombinirana lista
| Pozicija | 2 | 3 | 7 | 21 | 10 | 34 | 41 | x |

### Inozemna lista
| Pozicija | 1 | 1 | 1 | 2 | 1 | 6 | 11 | 15 | 30 | 15 | x |

## Datumi izdavanja
| Država                             | Datum            |
| ---------------------------------- | ---------------- |
| CD/DVD Digipak, CD/Blu-ray izdanje |                  |
| Njemačka                           | 26. ožujka 2010. |
| Australija                         | 26. ožujka 2010. |
| Italija                            | 26. ožujka 2010. |
| Irska                              | 26. ožujka 2010. |
| Hrvatska                           | 26. ožujka 2010. |
| Meksiko                            | 26. ožujka 2010. |
| Ujedinjeno Kraljevstvo             | 29. ožujka 2010. |
| Francuska                          | 29. ožujka 2010. |
| Portugal                           | 29. ožujka 2010. |
| Brazil                             | 29. ožujka 2010. |
| Europa                             | 30. ožujka 2010. |
| Sjedinjene Države                  | 6. travnja 2010. |